# Samuel Ohlsson
Samuel Ohlsson, född 13 maj 2001, är en svensk fotbollsspelare som spelar för Ljungskile SK. Hans äldre bror, Sebastian Ohlsson, är också en fotbollsspelare.

## Karriär
Ohlssons moderklubb är IFK Göteborg. Ohlsson gjorde allsvensk debut den 4 maj 2019 i en 4–2-vinst över IK Sirius, där han blev inbytt på övertid mot Victor Wernersson.
Den 23 december 2019 värvades Ohlsson av Örgryte IS, där han skrev på ett treårskontrakt. I juli 2021 lånades Ohlsson ut till Ljungskile SK i Ettan Södra på ett låneavtal över resten av säsongen. Den 1 februari 2022 blev han klar för en permanent övergång till Ljungskile SK och skrev på ett ettårskontrakt. I december 2022 förlängde Ohlsson sitt kontrakt med ett år. I januari 2024 förlängde han återigen sitt kontrakt med ett år.